# یواس‌اس وست ویرجینیا
یواس‌اس وست ویرجینیا (به انگلیسی: USS West Virginia) با کد شناسایی بی‌بی ۴۸ (BB-48)، نبردناو کلاس کلارادو، دومین کشتی ناوگان ایالات متحده آمریکا است که به افتخار ویرجینیا، سی و پنجمین ایالت آمریکا، نام‌گذاری شد. یواس‌اس وست ویرجینیا در ۱۷ نوامبر ۱۹۲۱ کار خود را شروع کرد و در ۱ دسامبر ۱۹۲۳ با هدایت کاپیتان توماس جی. سن رسماً وارد نیروی دریایی ایالات متحده آمریکا و اعزام به مأموریت گردید. ساخت این ناو جنگی مجهز در آن زمان انقلابی در ناوگان آمریکا ایجاد کرد چرا که بر اساس آخرین فناوری‌های روز و مدرن‌ترین مهندسی ساخت ناو جنگی، ساخته شده بود.
در سال ۱۹۴۱ ناو یواس‌اس وست ویرجینیا به منظور اجرای مأموریت‌های نظامی و گروهی به بندر پرل هاربر وارد شد. زمانی که ژاپن حملات غافلگیرانهٔ خود را در ۷ دسامبر ۱۹۴۱ به پایگاه دریایی پرل هابر آغاز کرد، ناوهای یواس‌اس وست ویرجینیا و یواس‌اس اوکلاهاما اولین ناوهایی بودند که مورد حمله قرار گرفتند. هر چند یواس‌اس وست ویرجینیا مورد شلیک اژدرهای ۷ اینچی و ۲ توپ ۴۴۰ میلیمتری قرار گرفت اما به واسطهٔ تلاش و دانش فنی و آشنایی دریادار کلود ریکتس به نحوهٔ کنترل تکنیکی و حفظ تعادل ناوهای جنگی به هنگام مورد تهاجم واقع شدن، ناو به سرعت تحت کنترل درآمد و از غرق شدن در پرل هاربر (همانند آنچه که برای ناو یواس‌اس اوکلاهاما اتفاق افتاد) نجات پیدا کرد. یافته‌های جدید نشان داده‌است که دست‌کم یکی از بمب‌ها از طریق یک شناور زیر سطحی به ناو اصابت کرده‌است. هم‌چنین مؤسسه ناو دریایی آمریکا بر اساس تحقیقات خود در سال ۱۹۹۹ مدعی شد که یکی از شناورهای زیرسطحی ژاپن توانسته‌است به بندر وارد شود و از همان‌جا توپ‌های خود به این ناو را شلیک کند.
علی‌رغم این‌که این نبردناو به شدت آسیب دیده بود، تلاش‌ها برای بازسازیش در اوایل ۱۹۴۲ آغاز گردید و تا ۱۹۴۴ به طول انجامید. یواس‌اس وست ویرجینیا در طول جنگ جهانی دوم و نبردهای اقیانوس آرام، در مأموریت‌های چون جنگ خلیج لیت، نبرد ایووجیما و نبرد اوکیناوا نیز شرکت کرد. یواس‌اس وست ویرجینیا به پاس خدماتش در جریان جنگ جهانی دوم ۵ ستارهٔ نبرد دریافت کرد.

این ناو آمریکایی در ۹ ژانویه ۱۹۴۷ پس از ارائهٔ خدمات فراوان به نیروی دریایی آمریکا بازنشت و به زمرهٔ گروهی از ناوهای احتیاطی آمریکا که در مواقع ضروری مورد استفاده قرار می‌گیرند، وارد گردید اما از آن زمان تا ۱ مارس ۱۹۵۹ دیگر مورد استفاده واقع نشد. سرانجام این نبردناو به شرکت یونیون مینرال و الوی که واقع در نیویورک است، فروخته شد.

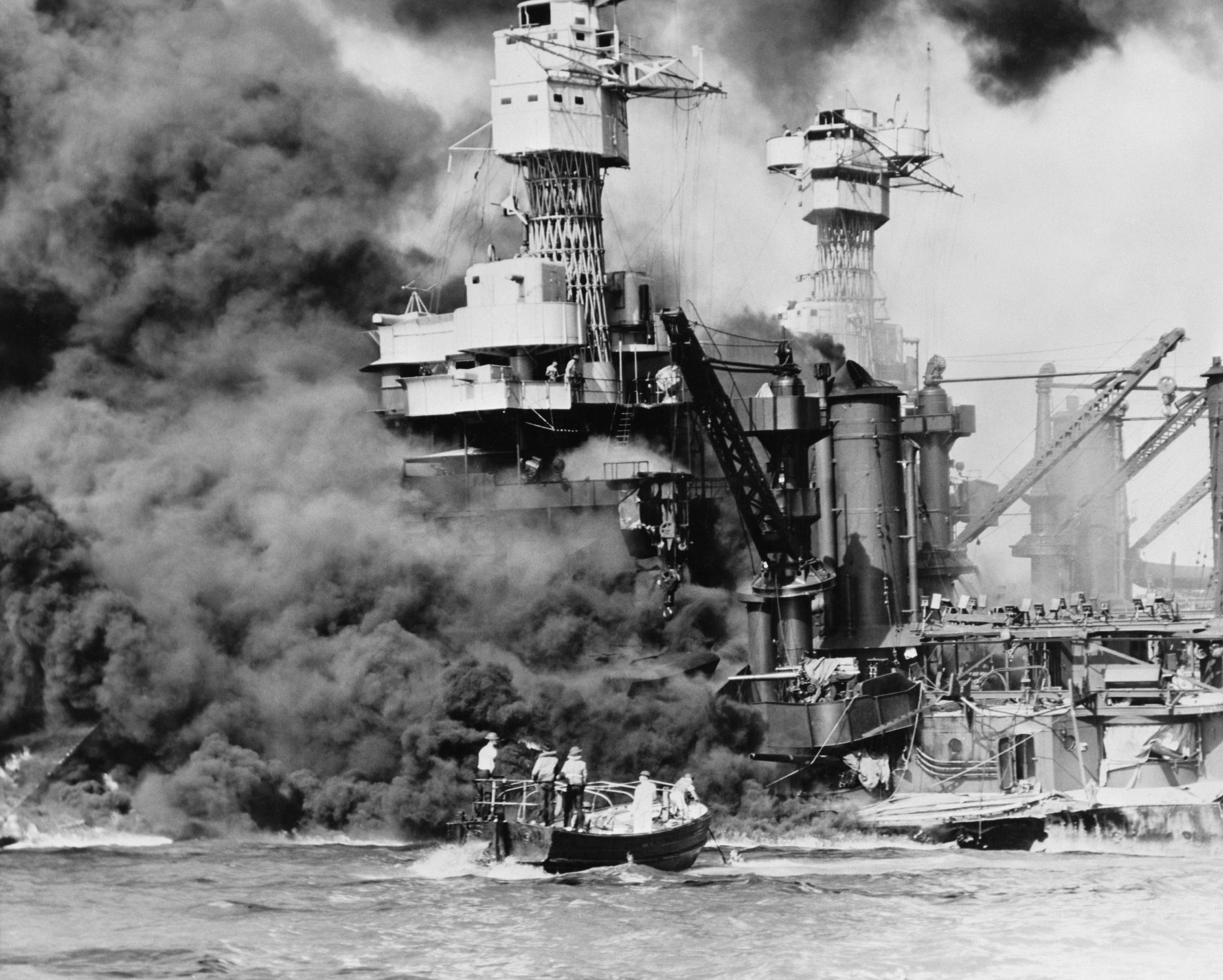
نبردناو یواس‌اس وست ویرجینیا که مورد حملهٔ ژاپن در پایگاه دریایی پرل هاربر قرار گرفت.